# Forum Terzo Settore
Il Forum Nazionale del Terzo Settore – ETS è un organo che si è ufficialmente costituito il 19 giugno 1997. Rappresenta oltre 92 organizzazioni di secondo e terzo livello - per un totale di oltre 158.000 sedi territoriali - che operano negli ambiti del volontariato, dell'associazionismo, della cooperazione sociale, della solidarietà internazionale, della finanza etica, del commercio equo e solidale in Italia.
Ad ottobre 2017 il Ministero del Lavoro e delle Politiche Sociali ha reso noto che il Forum Nazionale del Terzo Settore, a conclusione della procedura di avviso pubblico per l’attuazione degli articoli 59 e 64 del Codice del Terzo Settore, è risultato essere l'associazione di enti del Terzo settore maggiormente rappresentativa sul territorio nazionale, in ragione del numero degli enti aderenti. Qui il documento ufficiale del Ministero del Lavoro del 27/10/2017.
Sulla base di un patto associativo coerente con quello nazionale si sono costituiti 20 forum regionali e molti forum provinciali e locali cui aderiscono le realtà della società civile che operano a livello territoriale.

## Scopo
L'obiettivo principale è la valorizzazione delle attività e delle esperienze che i cittadini autonomamente organizzati attuano sui diversi territori attraverso percorsi, anche innovativi, basati su equità, giustizia sociale, sussidiarietà e sviluppo sostenibile, per migliorare la qualità della vita delle comunità.
I principali compiti del Forum Nazionale del Terzo Settore sono:
- la rappresentanza sociale e politica nei confronti di governo e istituzioni;
- il coordinamento e il sostegno alle reti interassociative;
- la comunicazione per dar voce a valori, progetti e istanze delle realtà organizzate del Terzo Settore.

## Portavoce
- 1997 - 2000: Portavoce: Luigi Bobba, Claudio Calvaruso, Gianfranco Marzocchi (Segretario Generale: Nuccio Iovene)
- 2000-2003 Edoardo Patriarca e Giampiero Rasimelli
- 2003-2006: Edoardo Patriarca e Giampiero Rasimelli
- 2006 - 2008: Maria Guidotti e Vilma Mazzocco
- dicembre 2008 - dicembre 2012: Andrea Olivero
- gennaio 2013 - gennaio 2017: Pietro Barbieri
- da febbraio 2017: Claudia Fiaschi

## Presenze istituzionali
Il Forum Nazionale del Terzo Settore è presente con propri rappresentanti in alcune istituzioni, fra le quali:
- Consiglio Nazionale del Terzo Settore (c/o il Ministero del Lavoro)
- Cabina di Regia di attuazione del Codice del Terzo Settore (c/o la Presidenza del Consiglio dei Ministri)
- Organismo Nazionale di Controllo (ONC) dei centri di Servizio Volontariato
- Comitato di indirizzo strategico del Fondo per il contrasto della povertà educativa minorile (c/o la Presidenza del Consiglio dei Ministri)
- Rete per la protezione e inclusione sociale (c/o Ministero del Lavoro e Politiche Sociali)
- Osservatorio Disabilità (c/o Ministero del Lavoro e Politiche Sociali)
- Osservatorio Famiglia (c/o Ministero del Lavoro e Politiche Sociali)
- Forum per lo sviluppo sostenibile (c/o il Ministero Ambiente)
- Tavolo Beni Confiscati alla criminalità organizzata (c/o Ministero Interno)
- Partenariato Economico Sociale per la gestione dei Fondi Europei

## Principali iniziative
Il Forum Nazionale del Terzo Settore si è anche fatto promotore di alcune iniziative, in collaborazione con altri enti, fra le quali la costituzione di:
- Fondazione con il Sud, in partenariato con ACRI
- Alleanza contro la Povertà in Italia
- Alleanza Sviluppo Sostenibile (ASVIS)
- Istituto Italiano Donazione
- Welforum

## Formazione Quadri del Terzo Settore FQTS
FQTS (Formazione Quadri Terzo Settore) è un progetto di formazione attivo da oltre 12 anni per i dirigenti delle organizzazioni del Terzo settore italiano, con particolare attenzione alle Regioni del Sud, promosso da Forum Terzo Settore, CSVnet e realizzato con il sostegno della Fondazione CON IL SUD.
Obiettivo del progetto è quello di rafforzare gli ETS (Enti di Terzo Settore) e potenziarne la capacità di intervento sui territori, promuovendo la costruzione di reti, lo sviluppo di fiducia tra i soggetti coinvolti e valorizzando le competenze dei loro dirigenti.

## Cantieri ViceVersa - Network finanziari per il Terzo Settore
È un progetto promosso dal Forum Nazionale del Terzo Settore e dal Forum per la Finanza Sostenibile che nasce con l’intenzione di agevolare il dialogo tra Enti del Terzo Settore (ETS) e operatori finanziari e di analizzare gli strumenti di finanza sostenibile in grado di rispondere alle esigenze degli ETS. Il progetto ha il contributo scientifico di importanti partner come AICCON, Tiresia, CGM Finance e Cooperfidi Italia e il sostegno di CSVnet.

## Cantiere Terzo Settore
Il sito web gestito da Forum del Terzo Settore e Csvnet che ha l’obiettivo di offrire una chiave di lettura comune sulla legge 106 del 2016 e l’insieme di atti legislativi che riorganizzano il funzionamento e la struttura delle principali espressioni dell’impegno sociale senza scopo di lucro. Il sito ha l'obiettivo di rendere la normativa accessibile, grazie a moltissimi contenuti e format, guide, focus tematici, video e documenti. Un grande progetto di comunicazione su cui le due organizzazioni investono insieme per divulgare e rendere accessibile – gratuitamente e a tutti – la normativa per il non profit. Il primo nucleo di Cantiere Terzo Settore nasce nel 2019 nell’ambito di Capacit’Azione, un programma di formazione nazionale sulla Riforma del Terzo settore finanziato dal Ministero del Lavoro e delle Politiche Sociali.

## Giornale Radio Sociale
Il Giornale Radio Sociale è una testata giornalistica di informazione nata nel 2011 edita dal Forum del Terzo Settore.
Gli obiettivi dichiarati dalla testata sono quelli di "proporre all'attenzione dei media e dell'opinione pubblica il tema del sociale e il suo potenziale narrativo, a partire dal racconto della società e del territorio".
Viene trasmesso sul territorio nazionale da diverse radio e webradio